# Katie Kox

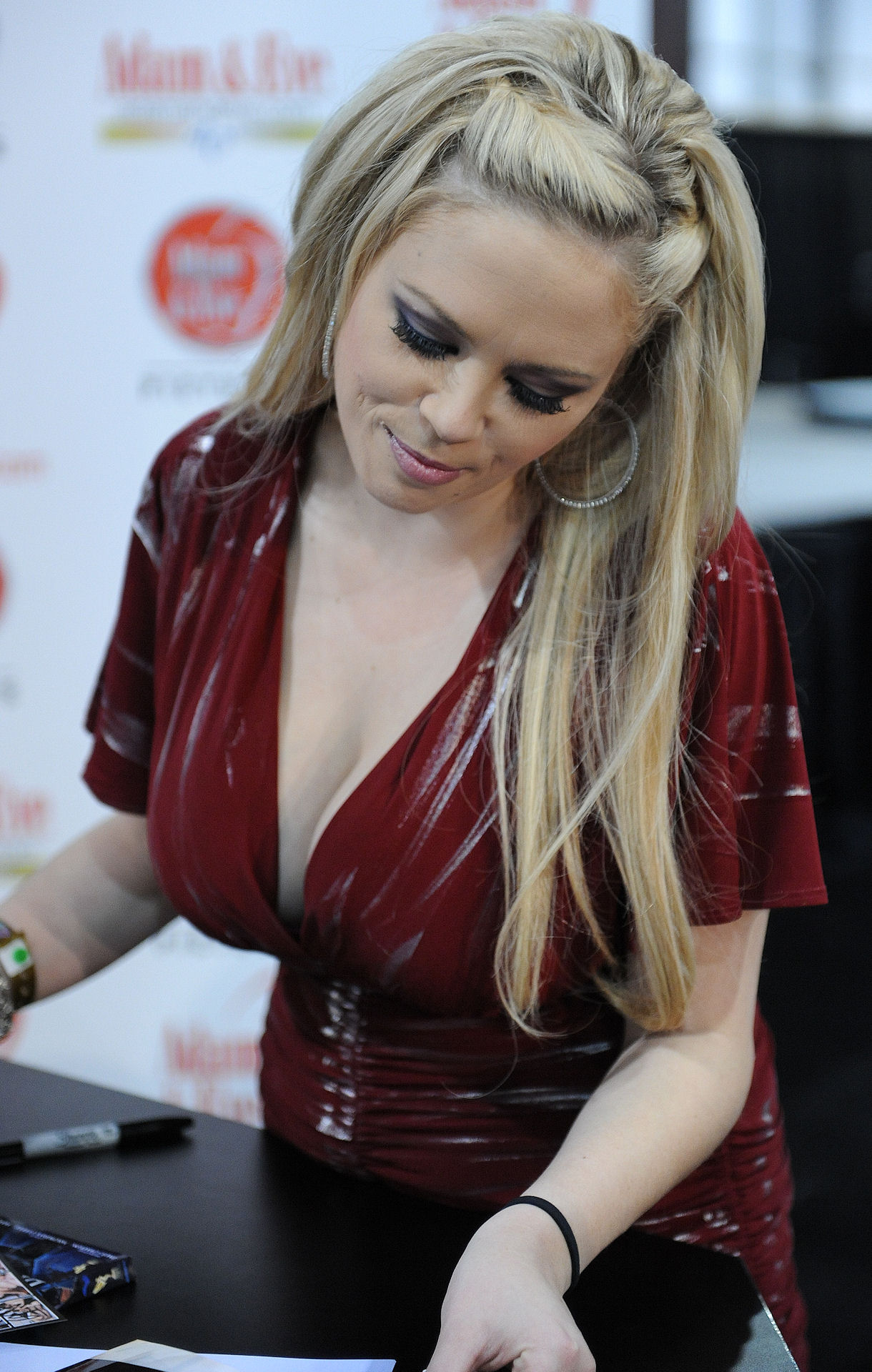
Katie Kox w 2011 roku

Katie Kox (ur. 17 grudnia 1985 na Hawajach) – amerykańska aktorka pornograficzna. Występowała także jako Kathy Cox, Katie Koxxx i Kox Katie.

## Życiorys

### Wczesne lata
Urodziła się na Hawajach. W 2005 roku przeniosła się do Las Vegas w stanie Nevada, gdzie podjęła pracę jako striptizerka. Pracowała też w niepełnym wymiarze godzin w spółdzielczej kasie oszczędnościowo-kredytowej jako sekretarka i jako pracownik służby w kawiarni.

### Kariera
W 2009 roku podczas pobytu w Las Vegas poprzez branżę usługową poznała przyszłego męża, Ricka Barcode'a, który posiadał bar. Ich współpraca zaowocowała do stworzenia witryny KatieKox.com.
W 2009 roku, w wieku 24 lat zadebiutowała w filmach: Digital Playground Katsuni: Opened Up z Mickiem Blue, Brazzers Network Kox Pick Up, Jonni Darkko Productions POV Jugg Fuckers 2, Lethal Hardcore Happy Ending Handjobs 1, Celestial Gloryhole Confessions 3, Black Market Entertainment Fuck My White Wife 1, Adam & Eve Dangerous Curves, New Sensations Cuckold Stories 1, Evil Angel Interracial Fuck Sluts 1, Celestial I Was Tight Yesterday 9, Kelly Madison Productions All Ditz and Jumbo Tits 10, Elegant Angel Busty Waitresses i Busty Housewives 3, Reality Kings Big Tits Boss 9 oraz 3rd Degree Big Boob Orgy 2 w scenie seksu grupowego obok takich wykonawców jak Alanah Rae, Angel Vain, Carolyn Reese, Claudia Valentine, Francesca Le, Holly West, Hunter Bryce, Jessica Bangkok, Julia Ann, Lilly Lovely, Pepper Foxxx, Phoenix Marie, Raylene, Sarah Vandella, Sierra Skye, Sophia Lomeli, Sophie Dee, Leslie Foxx, Ben English, Dane Cross, David Perry, John Strong, Marco Banderas, James Deen, Mark Wood i Mick Blue.
W latach 2010–2013 pracowała dla Kink.com, w scenach sadomasochistycznych, takimi jak uległość, głębokie gardło, rimming, cunnilingus, kobieca ejakulacja, fisting analny i pochwowy, pegging, gang bang, bukkake, plucie i bicie. Były to serie Sex and Submission, Public Disgrace, Device Bondage, Fucking Machines, Hogtied, Whipped Ass, Wired Pussy z Jamesem Deenem, Markiem Davisem, Natem Turnherem, Mattem Williamsem,  Isis Love, Charley Chase, Bobbi Starr i Dee Williams. Wystąpiła w filmach dla w różnych wytwórniach, w tym Brazzers Doctor Adventures.com 8 (2010) z Charlesem Derą, She'll Call You Back (2011) z Ramónem Nomarem i Big Tits in Sports 6 (2011) ze Scottem Nailsem, Hustler Video Busty Beauties: The A List 6 (2011) z Evanem Stone’em, This Ain't Bad Girls Club XXX (2010) i Don't Worry, I'm a Nurse (2014), Fantasy Massage I Can't Believe I'm Doing This (2015) z Derrickiem Pierce i Naughty America My Girlfriend's Busty Friend 13 (2015) z Johnnym Castle’em.
12 marca 2009 roku Kox przeszła zabieg powiększania piersi.
20 maja 2010 poślubiła Deborah Richards, a w 2012 rozwiodła się.

## Nagrody i nominacje
| Rok  | Nagroda       | Kategoria                                  | Strona                      | Inni wykonawcy | Rezultat  |
| ---- | ------------- | ------------------------------------------ | --------------------------- | -------------- | --------- |
| 2010 | Urban X Award | Najlepsza interaktywna gwiazda internetowa | Katie Kox' Dirty Hard Drive | –              | Nominacja |
| 2010 | Urban X Award | Najlepsza interaktywna gwiazda             | –                           | Ashli Orion    | Wygrana   |
| 2010 | Urban X Award | Najlepsza interaktywna gwiazda wg fanów    | www.KatieKox.com            | –              | Nominacja |
| 2011 | AVN Award     | Niedoceniona gwiazdka roku                 | –                           | –              | Nominacja |
| 2011 | XBIZ Award    | Internetowa gwiazda porno roku             | KatieKox.com                | –              | Nominacja |